# Phalangopsina squamifera
Phalangopsina squamifera är en insektsart som beskrevs av Andrej Vasiljevitj Gorochov 2003. Phalangopsina squamifera ingår i släktet Phalangopsina och familjen syrsor. Inga underarter finns listade i Catalogue of Life.